# Mario Jobst
Mario Jobst (Beograd, 1940) srpski je arhitekta. Započeo studije arhitekture u Ljubljani ali ih nastavio u Beogradu i diplomirao je na Arhitektonskom fakultetu Univerziteta u Beogradu 1971. Radio je u preduzeću “Energoprojekt” od 1972. do 2003. kao vođa projektantske grupe, a nakon toga u projektnom birou DOMAA, u Beogradu, kao jedan od osnivača. Bavi se urbanističkim i arhitektonskim projektovanjem, delujući vrlo aktivno u zemlji, ali i u inostranstvu (Rusija, Afrika). Učesnik je velikog broja konkursa u zemlji i inostranstvu, dobitnik prestižnih nacionalnih nagrada za arhitekturu.

## Biografija
Nakon odslušane prve godine na Fakultetu za Fizičku hemiju koga upisuje nakon neuspelog prvog pokušaja da upiše Arhitektonski fakultet u Beogradu, Jobst odlazi u Ljubljanu na prvu godinu arhitekture gde posećuje studio Edvarda Ravnikara upoznavajući se sa atmosferom njegovog biroa i načinom rada kao i svi studenti. Nedugo zatim napušta Ljubljanu i odlazi u Frankfurt gde izvesno vreme kao odličan crtač provodi vreme u firmi Filip Holcmana, u Tehničkom odeljenju, gde mu je nadređeni inženjer bio Kirchner - jedan od autora hangara na aerodromu u Frankfurtu. Studije arhitekture u Beogradu, Mario Jobst nastavlja nakon toga 1962. godine. Studije arhitekture završava 1971. godine na Arhitektonskom fakultetu u Beogradu i nalazi posao u karlovačkoj filijali firme "Jugoturbina" gde provodi godinu dana. U Energoprojektu Mario Jobst radi od 1972. prvo u operativi, na izgradnji sportske hale "Pionir" pa zatim na adaptaciji i uređenju Doma kulture u Kladovu sa arh. D. Jovanovicem 1973. godine. Godinu dana nakon toga u timu sa Slavkom i Mišom Stanković, Zoricom Sikimić, Oliverom Radović i Ljiljanom Lazić osvaja prvu nagradu na pozivnom konkursu za idejno rešenje centra "Popova plaža" u Zaječaru. U saradnji sa B. Ganovićem 1978. rađa se konkursni projekat hotela na Banjici, prva nagrada na pozivnom konkursu, kao i projekat Centra za više i visoko školstvo u Valjevu 1980. godine.
Deo rada Marija Jobsta u Energoprojektu, u vreme osamdesetih, najvećoj projektantskoj kući tadašnje SFRJ, okrenut je i ka radu u Africi i na projektima na afričkom tlu. Jedan od njegovim prvih "velikih" angažmana i bio je projekat enterijera Konferencijske dvorane u Librvilu čije autorstvo potpisuje arh. Dušan Milenković a zatim i niz projekata koji nisu realizovani: Konferencijski grad u Abu Dabiju, Zgrada opštine u Librvilu , realizovana po izmenjenom projektu, nigerijska zgrada Parlamenta iz 1981. nastala u saradnji sa arhitektama B. Ganovićem i Č. Valterom. Period prve polovine osamdesetih godina označava neku vrstu markacijske tačke uzlazne putanje Marija Jobsta, koji kroz projekte za hotel "Golubački grad" iz 1981. i palatu JAT-a, na Novom Beogradu 1987-88. povlači ličnu crtu i nalazi vlastiti arhitektonski izraz koga karakterišu snaga i otmenost, modularna kordinacija i isčitavanje arhitekture kroz složeni proces projektovanja u smislu jasne linije, čiste površine, strukturalnosti celine sa osećajem za detalj i ornament. U okviru ove faze realizuje i benzinsku stanicu Dejton na Novom Beogradu, projekat za benzinsku stanicu u Boru, YUBC na novom Beogradu u okviru bloka 12.
Na samom prelasku iz Energoprojekta u novooformljeni biro DOMAA, koji pokreće sa arh. Miodragom Trpkovićem i dipl. ekon. Zoranom Milovanovićem, Mario Jobst dovršava sa svojim projektantskim timom u okviru Energoprojekta, stambeni objekat u bloku 29. neposredno preko puta Beogradske arene. Opet su prisutni crvena boja i smirena i otmena forma naglašenih pozicija ugla. U okviru biroa DOMAA zajedno sa arh. Miodragom Trpkovićem, Mario Jobst realizuje objekat u bloku 20 - SAVOGRAD koji zajedno sa hotelom Hajat, Sava centrom, hotelom Crown Plaza - nekadašnjim Interkontinentalom, nastavlja trougaonu prostornu matricu iniciranu od strane arh. Ivana Antića i projekata za objekat NIS-a i hotela Hajat. Naglašeni oštri bridovi kompozicije, "kapija" poslovnog dela objekta, sa naglašenim vencem i tripartitnom podelom fasadnih ravni završavaju svoju kompoziciju jakom vertikalom stambene - apartmanske kule okrenute ka Centru Sava. U okviru biroa DOMAA Mario Jobst aktivno radi na projektima Streljane za Streljački savez Srbije, Stambenom kompleksu u Bulevaru Vojvode Mišića, stambenom kompleksu u Rumi, Hotelu u Brzeću u saradnji sa arh. Miodragom Trpkovićem, kuća u nizu na Pregrevici u Zemunu, poslovnom objektu Viola na Novom Beogradu sa saradnikom arh. Srđanom Gavrilovićem, Stambeno poslovnom kompleksu na Južnom Bulevaru u kojima ističe upotrebu zelenila okrećući se organskom poretku i sintezi prirode i stanovanja.
Član je Saveza Arhitekata Srbije i Udruženja likovnih umetnika i dizajnera Srbije ULUPUDS, Asocijacije Srpskih Arhitekata (ASA), Društva arhitekata Beograda (DAB) i Akademije arhitekture Srbije (AAS).

## Karakteristike
Njegovu arhitekturu odlikuje ekspresionistička ali otmena forma, a u kasnijoj fazi rada upotreba crvene boje čijom slobodnom upotrebom se izdvaja na domaćoj arhitektonskoj sceni. Crvenu boju primenjuje po ugledu na crvenu boju ikona u crkvama Istočne Srbije koju tamošnje stanovništvo naziva "stani pogled". Takvo sekvencionalno "zaustavljanje pogleda" najupečatljivije je primenjeno na objektima benzinske pumpe na Novom Beogradu - Dejtonke i nešto dalje u okviru bloka 12 na "zgradi sa jedrima" YUBC-a. Taj motiv i složena orkestracija forme slični su postupcima Momira Korunovića na njegovom objektu Pošte na železničkoj stanici u Beogradu koji na žalost više ne postoji ili Branku Tanazeviću i njegovoj zgradi Telegrafa na uglu Kosovske i Palmotićeve ulice u Beogradu. U tom smislu njegovo delo se i približava najznačajnijem segmentu graditeljstva ovih prostora koje se okreće ka tradicionalnom u reminiscenciji ali transponovanom u modernoj materijalizaciji uz visok nivo likovnosti. Upravo ta likovnost, koja se provlači kroz sva njegova dela, na originalan i imaginativan način, odvaja Maria Jobsta od standardnog, utilitarnog i svakodnevnog u smislu percepcije prostora. I dok neki mogu posmatrati njegovu arhitekturu kao "reklamu" proizvoda dotle drugi u njoj pronalaze čitave nizove elemenata graditeljstva jednog Kalenića ili Gračanice u svoj njihovoj slojevitosti i koloritu. 

## Dela
- Gradska većnica u Librvilu, Gabon
- Hotel "Golubački grad", Golubac
- Hotel "Jugopetrol", Zlatibor
- , Beograd
- Sportska dvorana, Kladovo
- Stambeni blokovi 7a i 8, Novi Beograd
- Benzinska stanica "Jugopetrol", blok 20, Novi Beograd
- Poslovno - stambeni objekat G, blok 12, Novi Beograd
- Poslovno - stambeni objekat E, blok 12, Novi Beograd
- Poslovni objekat F, Blok 12, Novi Beograd
- Hotel "Bela lađa", Bečej
- Konferencijska dvorana, Librvil, Gabon
- Opštinska zgrada, Librvil, Gabon
- Upravna zgrada JAT , Novi Beograd
- Upravna zgrada EDB, Novi Beograd
- Hotel "Donjeck", Ukrajina,
- Hotel "Fjodorov", Rusija
- Sportski centar "Popova plaža", Zaječar
- Konferencijski grad, Abu Dabi, UAE
- Centar visokog i višeg školstva, Valjevo
- Zgrada parlamenta, Adudza, Nigerija
- Arheoloski muzej, Kladovo
- Sajam, Džakarta
- Istraživački centar, Zvezdara
- Urbanističko- arhitektonski konkurs za centar Jagodine, I nagrada
- Stambeni objekti blok 29 Novi Beograd
- Blok 20 – Savograd, Novi Beograd

## Literatura
- Gavrilović Srđan, Mario Jobst, Retrospektiva, Katalog izložbe, tekst: Manević, Zoran, Beograd: Biblioteka grada Beograda, 2019.
- Janakova, Grujić, Mare. Mario Jobst, Retrospektiva, O arhitekturi Maria Jobsta, Beograd: Biblioteka grada Beograda 2019.
- Manević, Zoran, ur. Gavrilović, Srđan. Mario Jobst, Monografija, Beograd: MASA, 2016.
- Алфиревић, Ђорђе. Експресионизам у српској архитектури. Београд: Орионарт, 2016.
- Алфиревић, Ђорђе. Има ли експресионизма у српској архитектури?: Интервјуи са Огњеном Ђуровићем, Браниславом Митровићем и Маријом Јобстом. Архитектура у урбанизам (Београд), бр.37 (2013), стр. 72-83.

## Spoljašnje veze
- prikaz.php?ref=CVAMMultiArhMJ
- DOMAA
- http://www.politika.rs/sr/clanak/396546/Mario-Jobst-sacuvao-naslede-predaka]
- Zašto baš to i zašto baš tako?